# Euskal Herria Bildu
Euskal Herria Bildo (kortweg: EH Bildu, Baskisch voor: "Baskenland verenigen") is een politieke partij uit de Spaanse regio's Baskenland en Navarra. De partij is opgericht in 2012 en hangt een abertzale linkse ideologie - = patriottisch links - aan, wat socialisme met zelfbeschikkingsrecht voor het Baskenland combineert. Bij de oprichting ging onder andere de partij Sortu in EH Bildu op. Sortu wordt gezien als opvolger van Batasuna, de politieke tak van ETA, en werd in 2012 verboden. EH Bildu werkt nauw samen met Euskal Herria Bai ("Baskenland ja"), een politieke partij uit het Franse Baskenland.
Hoewel EH Bildu expliciet het geweld van ETA en ook het politiek gemotiveerde ongeorganiseerde straatgeweld ("kale borroka") heeft verworpen, wordt de partij op landelijk niveau door rechtse partijen als de Partido Popular, Ciudadanos en Vox tijdens debatten wel altijd in verband gebracht met dat geweld.
Huidig partijcoördinater en partijleider Arnaldo Otegi was in zijn jeugd actief bij de ETA en heeft sindsdien meerdere malen lang gevangen gezeten. Otegi heeft het geweld inmiddels afgezworen.